# ریو میایچی
ریو میایچی (به ژاپنی: 宮市 亮) بازیکن فوتبال اهل ژاپن است که در باشگاه فوتبال یوکوهاما مارینوس ژاپن بازی می کند.